# Судармоно
Судармоно (индон. Sudharmono, Soedharmono; 12 марта 1927 — 25 января 2006) — индонезийский военный и политический деятель, пятый вице-президент Индонезии (1988—1993).

## Ранние годы жизни
Судармоно родился 12 марта 1927 года в восточнояванском городе Гресик. В трёхлетнем возрасте он в течение шести месяцев потерял обоих родителей, после чего переехал жить к своему дяде, работавшему писцом в округе Джомбанг.

## Начало военной карьеры
В 1945 году, когда была провозглашена независимость Индонезии, Судармоно окончил неполную среднюю школу. Отказавшись продолжать обучение, он вступил в ряды вооружённых сил молодого государства — Армии народной безопасности, позже переименованной в Национальную армию Индонезии. В ходе войны он дослужился до командира дивизии Ронголаве (индон. Ronggolawe).
В 1949 году, после завершения Войны за независимость, Судармоно решил завершить своё среднее образование. В 1952 году, после окончания полной средней школы, он поступил в военно-юридическую академию, которую окончил в 1956 году. В 1957—1961 годах служил армейским прокурором в Медане. В 1962 году окончил военно-юридический университет и защитил учёную степень по юриспруденции. После этого он был назначен председателем Центрального правительственной службы руководства персоналом, которая занималась обеспечением административного содействия правительству.
Во время индонезийско-малайзийской конфронтации президент Сукарно создал Верховное оперативное командование, ВОК (индон. Komando Operasi Tertinggi, KOTI), которое подчинялось ему непосредственно. Судармоно был назначен на должность заместеля начальника пятого управления ВОК и включён в состав Объединённого оперативного центра Командования. К его ведению относились вопросы, связанные с подготовкой и проведением операций особой важности.

## Карьера при Сухарто
В октябре 1965 года главнокомандующим армией и начальником штаба ВОК был назначен генерал-майор Сухарто; впоследствии между ним и Судармоно установились достаточно тесные отношения. 11 марта 1966 года Сукарно подписал указ, известный как Суперсемар (индон. Supersemar, от индон. Surat Perintah Sebelas Maret — Указ от 11 марта), согласно которому Сухарто получал право действовать от имени президента. Судармоно занимался распространением копий указа среди офицерского состава армии. Также он участвовал в подготовке указа, подписанного Сухарто от имени президента на следующий день, 12 марта, о запрете Коммунистической партии Индонезии.
В 1968 году Сухарто официально занял пост президента Индонезии; вскоре после этого Судармоно был назначен секретарём кабинета министров и председателем Совета экономической стабильности. В 1970 году он был переведён на должность государственного секретаря, помогая президенту в ежедневной работе правительства. Во время работы на этой должности короткое время также был исполняющим обязанности министра информации и министра внутренних дел, участвовал в подготовке отчётного доклада Сухарто перед Народным консультативным конгрессом (НКК).
В 1980 году президент дал Судармоно, как госсекретарю, право контролировать госзакупки на суммы, превышающие 500 миллиардов рупий.

## На посту председателя блокаГолкар
В 1983 году Судармоно, к тому времени не раз доказавший свою лояльность Сухарто, был избран председателем проправительственного блока Голкар. Будучи председателем блока, он неоднократно совершал инспекционные поездки по регионам Индонезии для контроля деятельности местных отделений Голкара. Под руководством Судармоно, Голкару удалось увеличить число поданных за него голосов на парламентских выборах 1987 года, до 73 %, по сравнению с 64 % на предыдущих выборах; кроме того, впервые за всё время своего существования Голкар одержал на этих выборах победу в особом округе (ныне провинции) Ачех.

## На посту вице-президента
В марте 1988 году, когда НКК собрался на генеральную сессию для того, чтобы избрать президента Индонезии на следующий пятилетний срок, у индонезийской общественности не было сомнений в том, что президентом будет переизбран Сухарто. В связи с этим, основная интрига сессии была связана с именем нового вице-президента страны. До этого Сухарто не раз заявлял, что хотел бы видеть вице-президентом человека, пользующегося поддержкой большинства социально-политических сил страны. При этом, он ни разу не называл Судармоно по имени, однако, в индонезийском обществе именно Судармоно рассматривался как наиболее вероятный преемник действующего вице-президента Умара Вирахадикусумы.
Несмотря на то, что Судармоно имел многолетний служебный стаж в Вооружённых Силах, его кандидатура не пользовалась поддержкой в военных кругах. Это было связано с тем, что большую часть своей военной карьеры Судармоно провёл на штабных должностях. Незадолго до назначения Судармоно главнокомандующий ВС Леонардус Беньямин Мурдани (более известный как Бенни Мурдани — индон. Benny Moerdani), выступавший против назначения Судармоно, был заменён генералом Три Сутрисно, который более лояльно относился к новому вице-президенту.
Руководство Голкара и все организации и функциональные группы, входившие в этот блок, единодушно одобрили кандидатуру Судармоно. Однако, многие представители индонезийского генералитета, включая Мурдани, по-прежнему выступали против его назначения. Мурдани, в частности, заявил, что хотел бы видеть на посту вице-президента Три Сутрисно.
В ходе генеральной сессии НКК, на которой произошло избрание Судармоно, его кандидатура несколько раз подвергалась критике со стороны участников сессии. Бригадный генерал Ибрагим Салех (индон. Ibrahim Saleh), выступая с трибуны, отведённой для представителей армии в НКК, начал совершать резкие нападки на Судармоно, в результате чего заседание было приостановлено, а сам Салех удалён с трибуны. Затем отказался от обоих депутатских мандатов — депутата Совета народных представителей (СНП) и чнена НКК — в знак протеста против избрания Судармоно генерал Сарво Эди Вибово (индон. Sarwo Edhie Wibowo), оказавший поддержку Сухарто, когда он только пришёл к власти в середине 1960-х годов. Наконец, председатель Партии единства и развития Джаелани Наро (индон. Jaelani Naro) выдвинул свою кандидатуру на пост вице-президента.
Столь неоднозначная реакция членов НКК на кандидатуру Судармоно вынудило Сухарто вмешаться в ход событий. Он заявил, что поскольку, согласно решению НКК, принятому в 1973 году, одним из требований к вице-президенту является умение работать совместно с президентом, он считает Судармоно идеальным кандидатом на этот пост и просит поддержать его решение. В ходе переговоров с Наро, президенту удалось убедить его снять свою кандидатуру, и Судармоно, как единственный кандидат, был избран вице-президентом.
На новом посту Судармоно активно занимался государственной деятельностью, в частности, регулярно совершал рабочие поездки по регионам Индонезии. Также им был открыт специальный почтовый ящик, в который любой индонезиец мог положить своё письмо к правительству с предложениями по его работе, либо с жалобами на нарушения законодательства. При Судармоно был несколько ужесточён контроль над деятельностью государственной бюрократии.

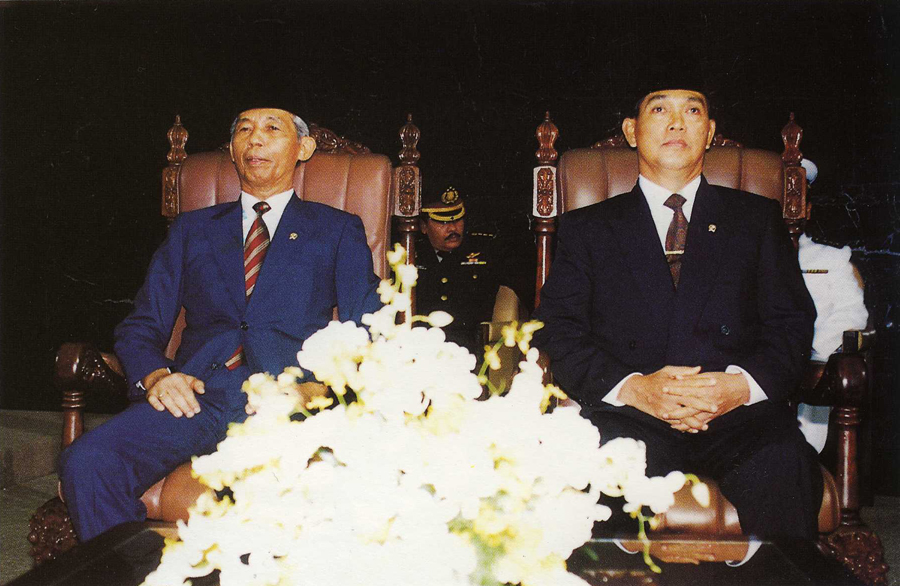
Судармоно и Три Сутрисно на сессии НКК. 1993 год.

Армейское командование продолжало высказывать своё недовольство по поводу кандидатуры Судармоно. На съезде Голкара в октябре 1988 года, по инициативе военных кругов, имевших огромное влияние в блоке, Судармоно был смещён с поста председателя Голкара; его преемником стал Вахоно. В прессе, контролируемой командованием Вооружённых сил, началась кампания по дискредитации вице-президента, которого, в частности, обвиняли в симпатиях к коммунизму. Наконец, в марте 1993 года, перед новыми вице-президентскими выборами, военные предложили Сухарто для утверждения кандидатуру Три Сутрисно, не дожидаясь, пока президент сам сделает свой выбор. Историк Роберт Элсон (англ. Robert Elson) в своей книге «Сухарто: Политическая биография» (англ. Suharto: A Political Biography) выдвигает версию о том, что такая реакция военных на кандидатуру Судармоно могла быть вызвана тем, что он рассматривался как возможный преемник Сухарто в случае его смерти или отставки.

## Последние годы жизни
В 1997 году Судармоно выпустил свою автобиографию, названную «Опыт, полученный за время службы» (индон. Pengalaman Dalam Masa Pengabdian). Одновременно вышла книга «Впечатления и воспоминания коллег: 70 лет Судармоно» (индон. Kesan dan Kenangan dari Teman: 70 Tahun H. Sudharmono SH), в которой люди, работавшие с бывшим вице-президентом, изложили свои мнения о нём. В связи с тем, что эти две книги были выпущены за год до генеральной сессии НКК, намеченной на март 1998 года — на ней, в числе прочего, должны были состояться выборы президента и вице-президента — получило определённое распространение версия о том, что Судармоно собирается вернуться в политику и снова занять вице-президентское кресло.
В мае 1998 года Судармоно, Умар Вирахадикусума и Три Сутрисно встретились с Сухарто в его резиденции, где обсудили с ним различные вопросы.
После своей отставки, Судармоно продолжил управлять фондами (индон. Yayasan), созданными Сухарто.
Судармоно скончался 25 января 2006 года из-за болезни лёгких. Был похоронен на Кладбище героев Калибата в Джакарте.

## Личная жизнь
Жена Судармоно — Эрма Норма (индон. Erma Norma). В его семье было трое детей.

## Награды
- Орден «Звезда Республики Индонезии» 2-й степени (1993)[6];
- Орден «Звезда Махапутра» 1-й степени.